# Герб Житомирського району
Герб Жито́мирського райо́ну — офіційний символ Житомирського району Житомирської області, затверджений 18 грудня 2008 року рішенням Житомирської районної ради.

## Опис
Щит герба має форму чотирикутника із заокругленою основою, розділений на три частини.
У верхній лівій частині розміщено герб м. Житомира як фактичного центру Житомирського району.
У правій верхній частині розміщено срібний ключ на тлі жовтого поля (золота нива та символ сонця) та трьох блакитних хвилястих смужок, що символізують три основні річки району — Тетерів, Гуйва, Гнилоп'ять.
У нижній частині щита на червоному полі розміщено зображення патріархального дуба, який символізує як дубові лісові масиви Житомирського району, так і мудрість, поважність та вірність давнім традиціям району.
Сам щит обрамлено декоративним картушем, що сплетений із колосків жита та гілок хмелю. Картуш обвито синьо-жовтою стрічкою.